# Jure Golob
Jure Golob, slovenski športni plezalec in trener * 28. januar 1971, Ljubljana, SFRJ. 
Od leta 2008 je tudi trener športnega plezanja.
S plezanjem se ukvarja od leta 1985, ko ga je oče prvič peljal v Turnc - plezalni vrtec pod Grmado. Kmalu se je nad tem početjem tako navdušil, da sta z očetom pričela plezati v gorah. Ena njegovih prvih »hribovskih« smeri je bila Tschadova v Turski gori.
Leta 1993 je preplezal svojo prvo smer 8b stopnje - Gnojna bula v Črnotičah, leta 1996 pa tudi prvo 8c, Seven o’clock show. Njegov največji dosežek pa je zagotovo smer Martin Krpan 9a v Mišji peči, ki velja za eno težjih v svetu.
Za plezalne dosežke mu je Komisija za športno plezanje v letih 1998, 1999, 2001, podelila naziv Najuspešnejši športni plezalec Slovenije.

## Pomembnejši športnoplezalni vzponi
- Martin Krpan 9a; Mišja peč; 2001
- Za staro kolo in majhnega psa 8c+; Mišja peč; 2004
- Gengiscan 8c+; Baratro; 2009;
- Atila 8c/c+; Baratro; 2008
- Konec Mira 8c/c+; Mišja peč; 2001
- Strelovod 8c; Mišja peč; 2001
- Sanjski par 8c; Mišja peč; 1999
- Talk is cheap 8c; Mišja peč; 1997
- Seven o’clock show 8c; Rifle; 1996

## Dosežki na tekmovanjih
- Svetovni pokal Birmingham 1997; 9.mesto
- Top Rock Challenge Cortina d'Ampezzo 1998; 1.mesto
- Svetovni pokal Cortina d'Ampezzo 1999; 5.mesto
- Svetovni pokal München 2000; 8.mesto
- Svetovni pokal Grenoble 2000; 9.mesto
- Rock Master Arco 2000; 9.mesto
- Bloc Master Grenoble 2001; 7.mesto
- Boulder Master Argentiere 2001; 7.mesto
- Svetovno prvenstvo balvansko plezanje Winterthur 2001; 9.mesto
- Boulder Master Argentiere 2002; 9.mesto
- Svetovni pokal Yekaterinburg 2003; 9.mesto